# Спільнота залізничників Білорусі
Спільнота залізничників Білорусі (рос. Сообщество железнодорожников Беларуси) — білоруська опозиційна ініціатива залізничників, визнана білоруським урядом екстремістським формуванням.
Телеграм-канал «Наживо. Спільнота залізничників Білорусі» була створена в серпні 2020 року, через тиждень після президентських виборів і початку масових виступів проти Олександра Лукашенка.
З початку російського вторгнення в Україну у 2022 році громада здійснює диверсії на залізниці з метою підриву матеріально-технічного забезпечення російської армії.
21 березня 2022 року рішенням КДБ Білорусі від 21 березня «Спільнота залізничників» була визнана екстремістським формуванням. Причиною було вказано те, що «група громадян, об’єднаних через Telegram-чат «Спільнота залізничників Білорусі», здійснюють екстремістську діяльність.»
Станом на 30 березня 2022 року за підписку на телеграм-канал руху було затримано щонайменше 40 залізничників.